# Oban (Skócia)
Oban (IPA: /ˈoʊbən/; An t-Òban, skót gael nyelven Kis Öblöt jelent) egy üdülő- és halászváros Argyll és Bute tartományban, Skóciában. Kis méretével ellentétben a legnagyobbak között szerepel a régióban Helensburgh és Fort William mellett. A város jelentőségét a halászat és a turizmus adja, hiszen a Hebridák számos pontjára innen (is) indulnak közvetlen, menetrend szerinti hajójáratok.

## Időjárás
A Brit-szigetek nagy részéhez hasonlóan Oban klímája is óceáni éghajlatú hűvös nyarakkal és enyhe telekkel. A csapadék mennyisége magas, ám a Golf-áramlatnak köszönhetően a hőmérséklet ritkán esik 0 °C alá.
| Hónap                           | Jan. | Feb. | Már. | Ápr. | Máj. | Jún. | Júl. | Aug. | Szep. | Okt. | Nov. | Dec. | Év   |
| ------------------------------- | ---- | ---- | ---- | ---- | ---- | ---- | ---- | ---- | ----- | ---- | ---- | ---- | ---- |
| Rekord max. hőmérséklet (°C)    | 13,0 | 13,0 | 15,0 | 24,0 | 25,0 | 27,0 | 27,0 | 27,0 | 24,0  | 20,0 | 15,0 | 13,0 | 27,0 |
| Átlagos max. hőmérséklet (°C)   | 7,0  | 7,2  | 8,6  | 11,0 | 14,5 | 16,2 | 17,7 | 17,7 | 15,4  | 12,6 | 9,4  | 7,9  | 12,1 |
| Átlagos min. hőmérséklet (°C)   | 2,1  | 2,2  | 3,0  | 4,2  | 6,6  | 8,8  | 10,9 | 10,9 | 9,3   | 7,3  | 4,3  | 3,0  | 6,1  |
| Rekord min. hőmérséklet (°C)    | −8,0 | −7,0 | −7,0 | −2,0 | 0,0  | 2,0  | 5,0  | 3,0  | 1,0   | −1,0 | −6,0 | −8,0 | −8,0 |
| Átl. csapadékmennyiség (mm)     | 192  | 140  | 153  | 80   | 67   | 83   | 102  | 119  | 163   | 187  | 182  | 192  | 1661 |
| Havi napsütéses órák száma      | 34   | 60   | 86   | 146  | 190  | 175  | 143  | 142  | 98    | 76   | 46   | 31   | 1224 |
| Forrás: Met Office; Weatherbase |      |      |      |      |      |      |      |      |       |      |      |      |      |

## Kultúra
A helyi nyelv a skót gael. 2011-ben a város lakosságának 8,2%-a beszélte és 11,3%-ának volt érdekeltsége a nyelvben. Oban ad otthont a Royal National Mòd-nak, Skócia legnagyobb skót gael nyelvi fesztiváljának 1892 óta, ami több ezer fellépőt és nézőt vonz. 6-8 évente rendezik meg, legutóbb 2015. októberében volt. Szintén a város ad otthont az Argyllshire Gathering nevet viselő felföldi játékoknak. Oban színháza a The Corran Halls ad otthont számos közösségi eseménynek, helyi és turisztikai programnak valamint a Skót Operának is.

## Helyi látnivalók

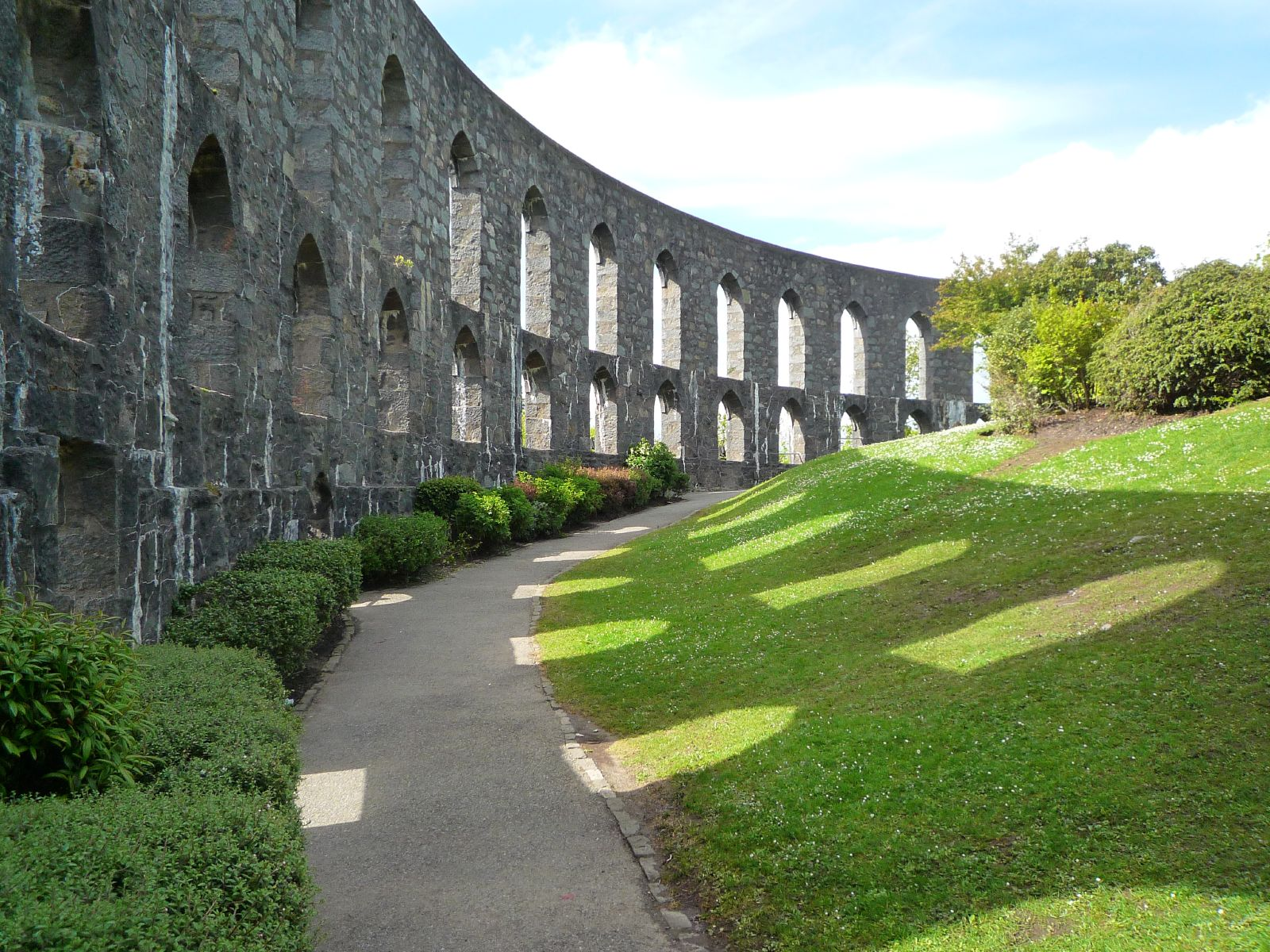
A McCaig torony belseje

Oban környékének drámai természeti látnivalói vannak mind a parton, mind a hegyekben: történelmi jelentőségű kastélyok és ősi vallási helyszínek. A várostól északra található Fingal's Dogstone kőformáció egy észak-ír legendához kötődik.
A város felett a Battery Hillen magasodik a McCaig's Tower, ami nevével ellentétben inkább hasonlít egy kolosszeumra, mintsem egy toronyra. 1897-ben egy helyi bankár, John Stuart McCaig kezdte el az építkezést azért, hogy emléket állítson családjának, nem mellesleg pedig a helyi kőműveseknek munkát adjon télvíz idejére. Az épület végül 5 évvel később, McCaig halálakor félbemaradt; ekkora még csak a külső körfal épült meg. Manapság közparkként működik, ahonnan gyönyörű kilátás nyílik a környező szigetekre.
Az obani látogató központ a Columba épületben található az északi mólón.

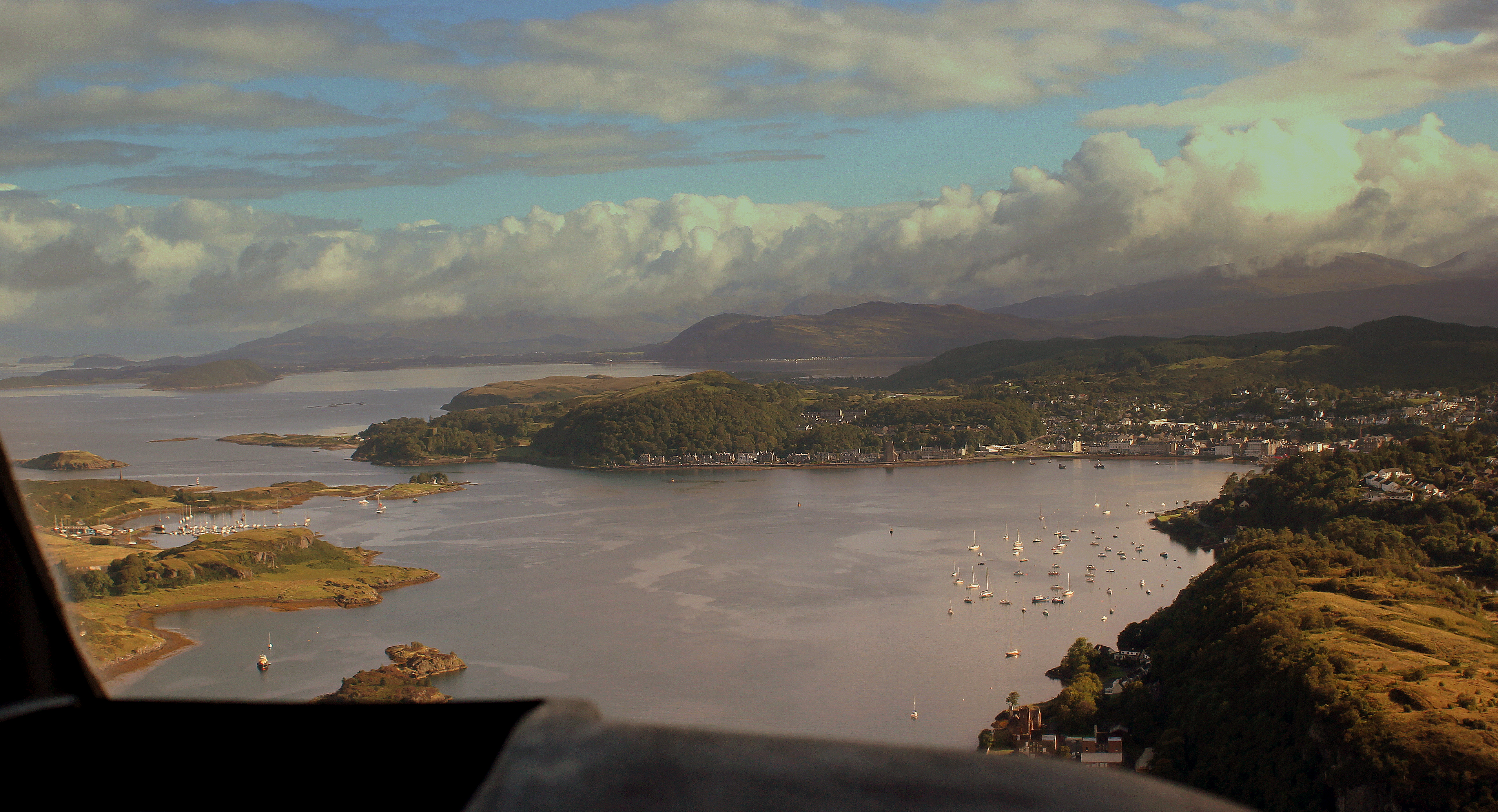
Légifelvétel az öbölről
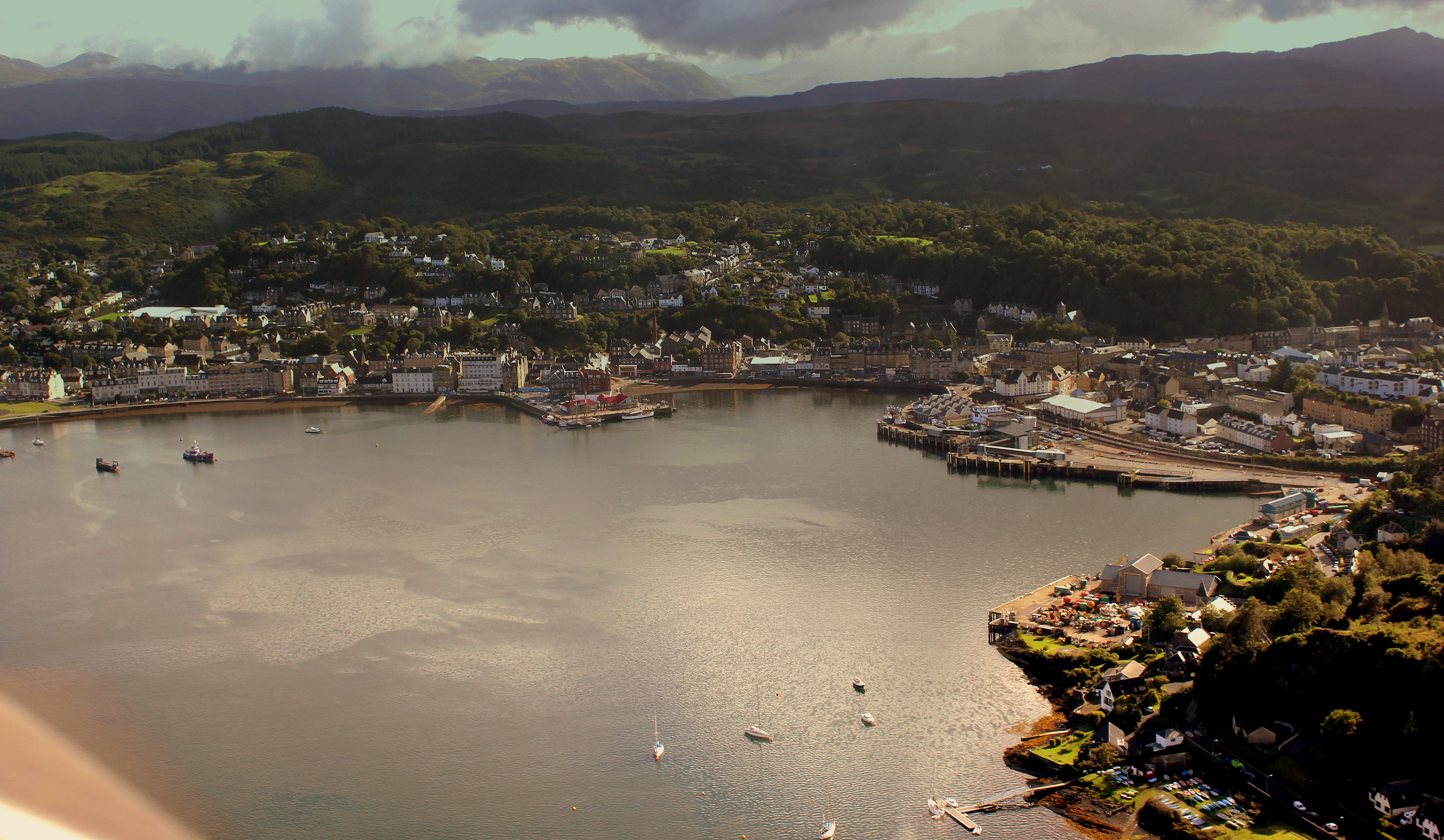
Légifelvétel a városról

## Közlekedés

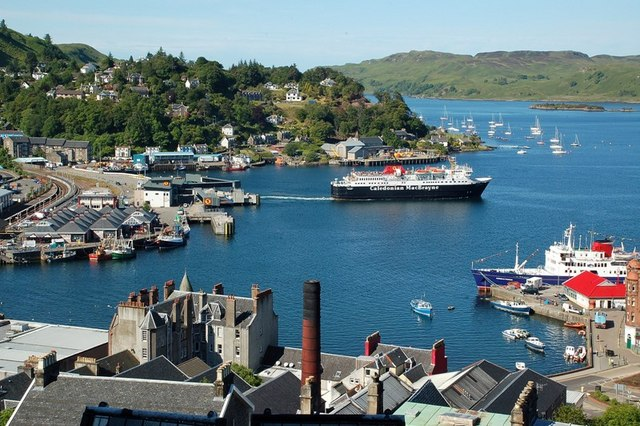
Az MV Isle of Mull éppen elhagyja a kikötőt

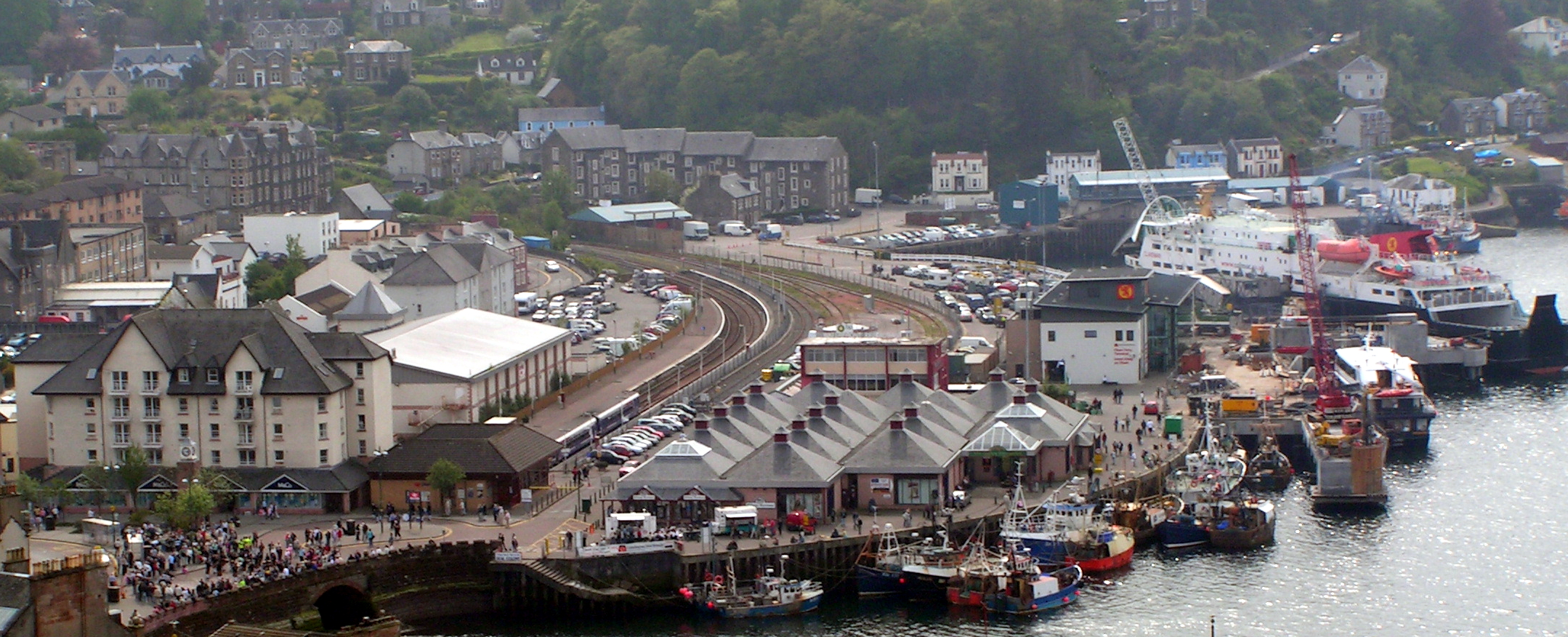
A vasútállomás és tőle jobbra a kikötő

Oban az A85-ös út nyugati végén található. A városban van egy vasútállomás is, ahonnan naponta többször indulnak vonatok Fort William illet Glasgow (Queen Street) felé. Kikötője is jelentős, hiszen számos hajójárat indul innen napi rendszerességgel a Hebridák különböző pontjaira: Lismore, Colonsay, Islay, Coll, Tiree, Mull, Barra és South-Uist. Emiatt is nevezik a várost a Szigetek Kapujának. 2005-ben nyílt meg az új kikötőépület, ami 2007-ben egy második mólót is kapott, így egyszerre két hajó tud ki- illetve berakodni.
Távolsági buszok indulnak innen Lochgilphead, Fort William, Glasgow, Dundee és Edinburgh felé. Helyi járatok is közlekednek a városban.
A vasútállomásról naponta több járat is indul Glasgow Queen Street felé, üzemeltetőjük a ScotRail. Korábban Edinburghig is lehetett vonattal utazni, ám azt a vonalat 1965-ben bezárták.
A várostól 5 mérföldre északkeleti irányban reptér található. 2007-ben hidroplán járatok indultak innen Glasgow felé, de idővel ezek megszűntek. Manapság menetrend szerinti utasforgalmat nem bonyolít.

## Templomok

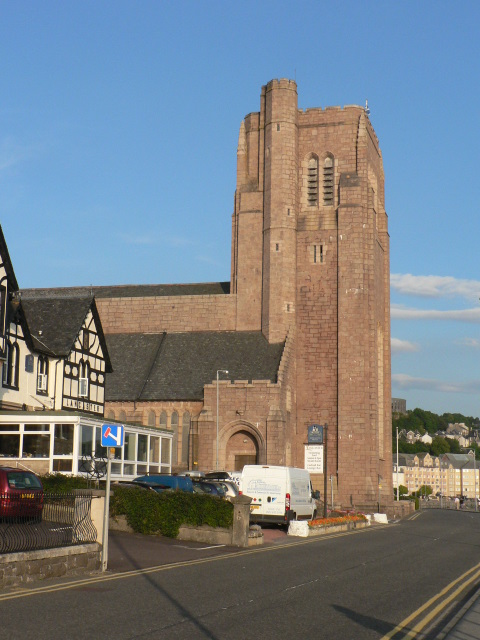
Szent Kolumba katedrális

A városban az alábbi templomok találhatóak:
- Church of Scotland:
  - Kilmore Church[10]
  - Corran Esplanade Church (1957-ben Christ Church néven épült)[11]
  - St Columba's Argyll Square Church (1888-ben épült, 1984-ben bezárták)[12]
- Római katolikus:
  - Szent Kolumba katedrális (1932 és 1959 között épült)
- Skót episzkopális:
  - Szent János katedrális (prokatedrális, a másik Millportban található)[13]

Templomot illetve imaházat tartanak még fent az alábbi felekezetek: Free Church of Scotland, Baptista mozgalom, Üdvhadsereg, Pünkösdista, Az Utolsó Napi Szentek Jézus Krisztus Egyháza, Jehova Tanúi Királyság Terme

## Külső hivatkozások
- Oban Airport (angolul)
- Oban Times (helyi újság) (angolul)
- Oban War and Peace Museum (angolul)
- A Caldeonian MacBrayne hajótársaság menetrendje (angolul)
- A vasútállomás a ScotRail weboldalán (angolul)